# Carlos Quiroga
José Carlos Quiroga Díaz, nascido em Escairón (O Saviñao) o 9 de Maio de 1961, é um escritor e linguista galego, irmão gémeo do também escritor Xabier Quiroga.
É professor de português e de literatura lusófona na Galiza.

## Biografia
Doutor em Filologia Galego-portuguesa, foi bolseiro de investigação da Fundação Calouste Gulbenkian (1991-1992), do actual Instituto Camões (1992-1993), e da Universittà Italiana per Stranieri (1983). Antes de trabalhar na Universidade de Santiago de Compostela, onde é professor de literaturas lusófonas, foi o primeiro docente de português numa Escola Oficial de Idiomas da Galiza.
Fundou e dirigiu a revista O Mono da Tinta, de 1987 a 1991. Durante vários anos foi director da revista de ciências sociais e humanidades Agália. Foi um dos fundadores do projecto editorial Letras de Cal. O Diário de Notícias português incluiu o seu livro Inxalá numa colecção de clássicos literários universais.
Ademais de professor na USC, é membro da direcção da Associação de Escritores em Língua Galega e também da Associaçom Galega da Língua.
Estudou a presença de Fernando Pessoa na Galiza: Quem era, onde nasceu e como foi a vida do antepassado galego de Fernando Pessoa? Existem parentes atuais de Pessoa na Galiza…?

## Obras

### Poesia
- G.O.N.G. -mais de vinte poemas globais e um prefácio esperançado (1999). Fundaçom Artábria
- A Espera Crepuscular (2002). Quasi Edições/Laiovento
- O Regresso a Arder (2005). Quasi Edições/AGAL

### Ficção
- Periferias (1999). Laiovento. Ganhador do Prémio Carvalho Calero de narrativa.
- Inxalá (2006). Laiovento. Prémio Carvalho Calero de narrativa.[6]
- Venezianas ((2007). Quasi Edições.
- Império do Ar. Cavalgadas de Daniel em Ilha Brasil  (2014). Confraria do Vento.
- Peixe Babel  (2016). Urco, 2016.

### Ensaio
- A imagem de Portugal na Galiza  (2014). Através.[7]
- Raízes de Pessoa na Galiza (2018). Através.

### Teatro
- Il Castello nello Stagno di Antela - O Castelo da Lagoa de Antela (2004).

### Obras colectivas
- XVIII Festival da Poesia do Condado (S. C. D. Condado, 2004).
- O Crânio de Castelao (Através, 2013).
- Desassossego (Mombak, 2014).
- O Dia da Toalha na Galiza (Através, 2014).

## Prémios
- Prémio da Mostra de Teatro Infantil de Ferrolterra em 1988, por O Castelo da Lagoa.
- Prémio Carvalho Calero de narrativa em 1998, por Periferias.
- Prémio Carvalho Calero de narrativa em 2005, por Inxalá.